# Robert Wallace
Robert Wallace (Kincardine, 7 gennaio 1697 – 29 luglio 1771) è stato un religioso ed economista scozzese. Criticò David Hume a proposito della popolosità dei paesi antichi.

## Biografia
Figlio unico di Margaret Stewart e del reverendo Matthew Wallace, ministro della parrocchia di Kincardine nel Perthshire, dove nacque il 7 gennaio 1697. Studiò alla scuola di grammatica di Stirling, poi frequentò l'Università di Edimburgo nel 1711 e per un periodo (1720) fu assistente di James Gregory, professore universitario di matematica. Fu uno dei fondatori del Club Rankenian nel 1717.
Il 31 luglio 1722 Wallace ottenne la licenza come predicatore dal presbiterio di Dunblane nel Perthshire, e fu presentato, nell'agosto 1723 dal marchese di Annandale alla parrocchia di Moffat nel Dumfriesshire. Nel 1733 divenne ministro di New Greyfriars, Edimburgo. Ha offeso il governo del 1736 rifiutandosi di leggere dal suo pulpito il proclama contro i rivoltosi di Porteous. Il 30 agosto 1738 fu trasferito nella chiesa del New North. Nel 1742, dopo un cambio di ministero a Westminster, riacquistò influenza e gli fu affidata per cinque anni la gestione degli affari della chiesa e la distribuzione del mecenatismo ecclesiastico. Da un suggerimento di John Mathison della High Church, Edimburgo, Wallace, con Alexander Webster della chiesa di Tolbooth, Edimburgo, sviluppò il fondo delle vedove dei ministro.
Il 12 maggio 1743 Wallace fu eletto Moderatore dell'Assemblea Generale e fece in modo di far approvare il fondo per vedove e alla fine dell'anno lo presentò a Londra a Robert Craigie, il Lord Advocate, che lo approvò in legislazione.
Nel giugno 1744 Wallace fu nominato cappellano reale per la Scozia e decano della Chapel Royal. Ricevette la laurea honoris causa inDoctor of Divinity dall'Università di Edimburgo il 13 marzo 1759 e morì il 29 luglio 1771.
Sposò Helen, figlia di George Turnbull, ministro di Tyninghame nell'Haddingtonshire, che morì prematuramente il 9 febbraio 1776, lasciando due figli, Matteo e Giorgio, e una figlia, Elisabetta, tutti morti celibi. Matthew divenne vicario di Tenterden nel Kent, e George (1727-1805) era conosciuto come avvocato e scrittore.

## Opere

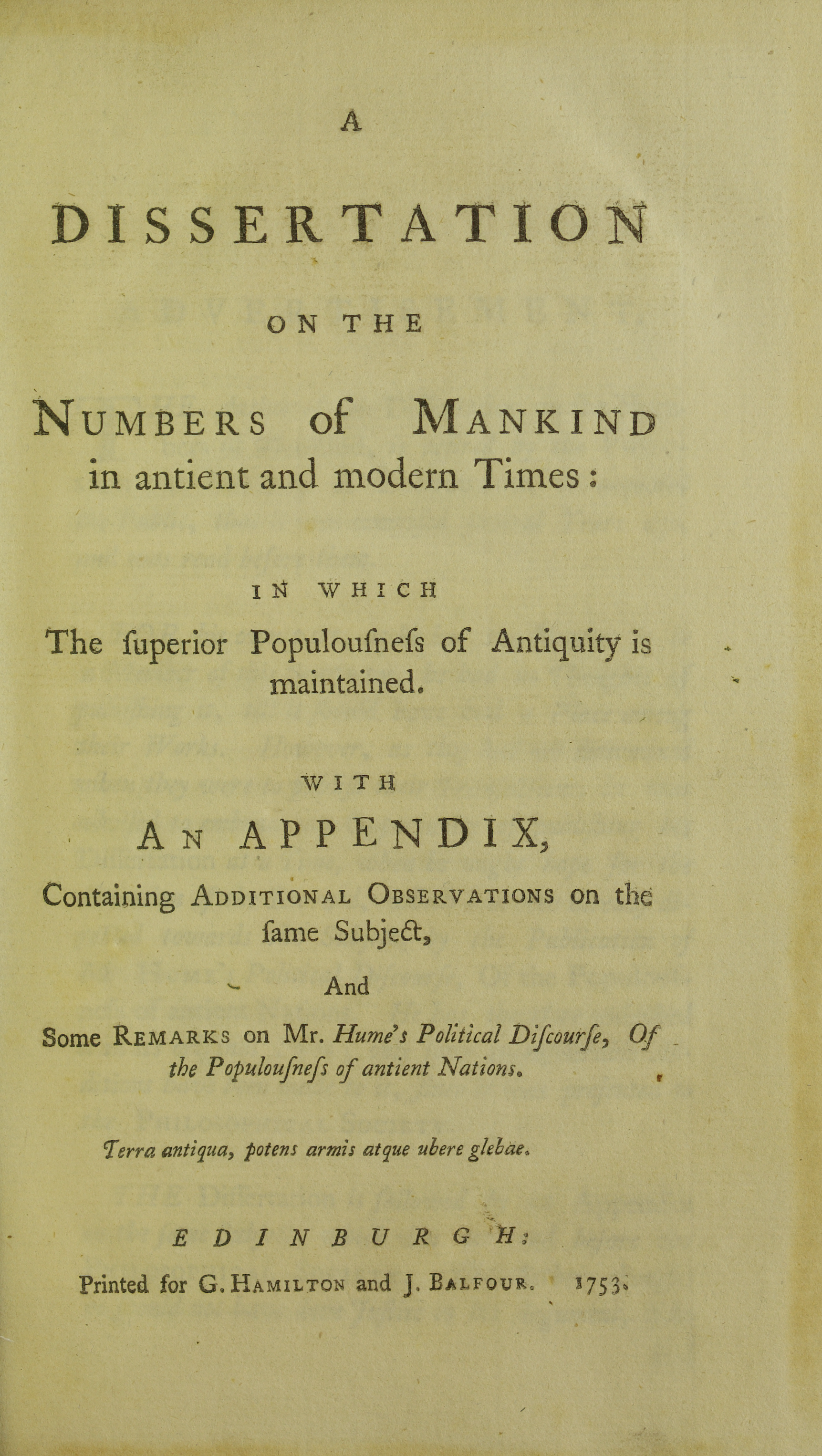
Dissertation on the numbers of mankind in antient and modern times, 1753

- (EN) Dissertation on the numbers of mankind in antient and modern times, Edinburgh, Gavin Hamilton & John Balfour, 1753.